# A Twisted Path to Renown
A Twisted Path to Renown — багатокористувацький PvP- та PvE-шутер від першої особи, розроблений українською студією «Game-Labs». Події гри відбуваються в Америці 1899 року, де гравці занурюються в безкомпромісне середовище Дикого Заходу.

## Ігровий процес
Гра поєднує елементи виживання, видобутку ресурсів, крафтингу, торгівлі та розвитку промисловості. Гравці мають можливість досліджувати дві унікальні мапи: ліси Аризони, орієнтовані на PvE-досвід, та компактні пагорби Теннессі, призначені для PvP-змагань. У грі реалізовано систему розвитку бізнесу, репутації та пов'язаних із нею завдань.

## Сюжет
Події «A Twisted Path to Renown» розгортатимуться на території США, де гравцеві на відміну від попередніх ігор студії, прийдеться грати не за індіанців, а за ковбоїв, бандитів та шукачів пригод.

## Розробка та випуск
Розробка гри була анонсована в липні 2023 року. У червні 2024 року A Twisted Path to Renown вийшла в дочасному доступі на платформі Steam. Після випуску гра стикнулася з критикою через проблеми з оптимізацією, механікою стрільби та загальним геймплеєм.  Однак розробники активно працювали над покращенням гри, і в грудні 2024 року вона офіційно вийшла з дочасного доступу з патчем 1.0, що включав покращення роботи штучного інтелекту та інші вдосконалення.

## Відгуки та сприйняття
Після виходу з дочасного доступу гра отримала змішані відгуки. Станом на грудень 2024 року, 46% відгуків у Steam були позитивними, що свідчить про певний прогрес у покращенні якості гри.